# Wapen van Donkerbroek

Wapen van Donkerbroek

Het wapen van Donkerbroek is het dorpswapen van het Nederlandse dorp Donkerbroek, in de Friese gemeente Ooststellingwerf. Het wapen werd in 1980 geregistreerd.

## Beschrijving
De blazoenering van het wapen in het Stellingwerfs luidt als volgt:
In sinopel (gruun) een keper van goold, mit linksboven de kop van een ram van zulver, en in de schildvoete een vierkaante schaans van goold, et bindermi'jveld d'r van is van sinopel (gruun); de heufdlijnen van et „beloop" lopen parallel an de bovenkaante van et schild; een schildzeum van tegenhermelijn en een vri'jkertier van zuiver, mit d'r op een griffioen van keel (rood), naor de linkerkaante van et schild toekeerd, tussen de poten een balie van keel (rood) mit d'r op een zespuntige steern van goold.
De Nederlandse vertaling luidt als volgt:
In sinopel (groen) een keper van goud, met linksboven de kop van een ram van zilver, en in de schildvoet een vierkante schans van goud, het binnenmiddenveld ervan is van sinopel (groen); de hoofdlijnen van het „beloop" lopen parallel aan de bovenkant van het schild; een schildzoom van tegenhermelijn en een vrijkwartier van zilver, met erop een griffioen van keel (rood), naar de linkerkant van het schild toegekeerd, tussen de poten een bal van keel (rood) met erop een zespuntige ster van goud.
De heraldische kleuren zijn: sinopel (groen), goud (goud), zilver (zilver) en keel (rood).

## Symboliek

Groen veld: verbeeldt de betekenis van de dorpsnaam. Donkerbroek betekent "donker veen" of "verhoging in een moeras".
- Schildzoom: tegenhermelijn duidt op wollegras dat in dit gebied op het veen groeide.[2]
- Schapenkop: symbool voor het agrarische karakter van het dorp. Het verwijst eveneens naar de "Schapendrift", een weg aangelegd op een voormalige dijk naar het heideveld.[2]
- Schans: verwijst naar de Breebergschans ten noordoosten van het dorp. Deze schans maakte deel uit van de Friese waterlinie.[2]
- Griffioen: dit vrijkwartier toont het wapen van Ooststellingwerf om aan te geven dat Donkerbroek deel is van Ooststellingwerf.[2]